# Noé Colín
Noé Colín Arvizu (30 de octubre de 1969 en la ciudad de Querétaro), es un cantante de ópera mexicano con tesitura de bajo cantante.

## Estudios
Estudios en: Escuela de Bellas Artes en Toluca con el maestro Gonzalo Gonzáles, Escuela Nacional de Música de la UNAM con el maestro Enrique Jaso, Internacional Opera Estudio de Zürich. Ganador del premio Revelación Juvenil del concurso nacional de canto Carlo Morelli 1990 en México.
Ganador del concurso de canto 2005 Giovanni Pacini de la ciudad de Pescia Italia.
Ha cantado en países como:
Austria, Alemania, Holanda, Italia, Luxemburgo, España, Rep. Checa, Guatemala, Suiza, Colombia, México, Principado de Liechtenstein, Finlandia, Rusia.

## Algunos de los roles interpretados en su carrera internacional
- Giorgio (en I Puritani, de Bellini): Teatro Cervantes (Málaga) España.

- Oroveso (en Norma, de Bellini): Teatro Volksoper en la ciudad de Viena-Austria.

- Don Pasquale (en Don Pasquale, de Donizetti): Teatro Volksoper en la ciudad de Viena-Austria, Landestheater Linz en la ciudad misma de Linz-Austria, Teatro Giovanni Pacini en la ciudad de Pescia (Italia), en los teatros de las ciudades de Solingen y Remscheid con la compañía de ópera de Wuppertal en Alemania, Teatro del Bicentenario en León Guanajuato-México, Tiroler Landestheater Innsbruck-Austria.

- Raimondo (en Lucia di Lammermoor, de Donizetti): Palacio de Bellas Artes en el Distrito Federal - México.

- Dulcamara (en L'elisir d'amore, de Donizetti): Teatro Volksoper en la ciudad de Viena (Austria), Teatro Colón de la Ciudad de Bogotá (Colombia), Palacio de Bellas Artes en el Distrito Federal - México, Festival de Zürich (Suiza), Teatro del Bicentenario León (México).

- Leporello (en Don Giovanni, de Mozart): Sala de conciertos Concertgebouw en la ciudad de Ámsterdam, (Holanda), en la inauguración del Teatro Cuyas en Las Palmas de Gran Canaria, España, en el festival Austriaco de Gars am Kamp, en el Teatro Nacional Janáček de la ciudad de Brno, República Checa.

- Don Alfonso (en Così fan tutte, de Mozart): en el Tiroler Landes Theater de Innsbruck, Austria, en el Festival Alemán de Gut Immling, en el festival Austriaco Schloss Kirchstetten.

- Bartolo (en Le nozze di Figaro, de Mozart): Teatro Volksoper en la ciudad de Viena-Austria, Palacio de Bellas Artes en el Distrito Federal - México.

- Sarastro (en Die Zauberflöte, de Mozart): Tiroler Landes Theater en Innsbruck - Austria.

- Chichibio (en L'oca del Cairo, de Mozart): Opera de Cámara de Viena - Austria.

- Nardo (en La finta giardiniera, de Mozart): Opera de Cámara de Viena - Austria.

- Dr. Bartolo (en Il barbiere di Siviglia, de Rossini): Tiroler Landes Theater en Innsbruck - Austria, así como en el Festival Alemán de Bad Endorf Gut-immling y también en el Teatro de la Volksoper en Viena Austria.

- Lord Sidney (Il viaggio a Reims, de Rossini): Tiroler Landes Theater en Innsbruck - Austria, así como en el Landestheater en la ciudad de Linz (Austria).

- Don Magnífico (en La Cenerentola, de Rossini): Opera Nacional de Finlandia (Helsinki), Teatro Volksoper en la ciudad de Viena (Austria), Teatro Principal de Palma de Mallorca (España), en el festival Austriaco Schloss Kirchstetten, Opera Nacional de México,  Teatro del Bicentenario (León Gto).

- Alidoro (en La Cenerentola, de Rossini): Teatro Volksoper en la ciudad de Viena (Austria).

- Geronio (en Il turco in Italia, de Rossini): Teatro Volksoper en la ciudad de Viena-Austria, Teatro de ópera de Wuppertal (Alemania).

- Dr. Aliprando (en Matilde di Shabran, de Rossini): Festival Rossini de Alemania.

- Sir John Falstaff (en Falstaff, de Verdi ): con Opera Zuid en las ciudades de Holanda : Eindhoven (Parktheater), Heerlen (Parkstad Limburg Theaters), Den Bosch (Theater aan de Parade), Groningen(Stadsschouwburg), Breda (Chassé Theater), Den Haag (Lucent Danstheater), Sittard (Stadsschouwburg), Tilburg (Schouwburg), Venlo (Theater de Maaspoort), Róterdam (Rotterdamse Schouwburg), Maastricht (Theater aan het Vrijthof), Utrecht (Stadsschouwburg),

- Sancho Panza (en "Don Quijote", de Jules Massenet ) con la Ópera Estatal de Praga Rep. Checa

- Don Basilio (en "El Barbero de Sevilla", de Gioachino Rossini ) con la Ópera de Colombia en Bogotá

- Don Profondo(en " Il Viaggio a Reims", de Gioachino Rossini ) con la Ópera Nacional de Finlandia

- Barak (en "Die Frau ohne Schatten" de Richard Strauss) con la Ópera Nacional de México

- Zaccaria (en "Nabucco" de Verdi ) con la Ópera Nacional de México Palacio de Bellas Artes

- Amfortas (en "Parsifal" de Wagner) en el Festival de ópera de Manaos en Brasil Teatro Amazonas

## Grabaciones
1.- Matilde di Shabran de G. Rossini, ALIPRANDO, BONGIOVANNI GB 2243-2
2.- Sinfonie Nr. 8" Mahler, PATER PROFUNDUS, Tharsis Records catalog # 2
3.- Ildegonda, ópera de Melesio Morales|Ildegonda